# Ilan Eshkeri
 (janvier 2021).
Si vous disposez d'ouvrages ou d'articles de référence ou si vous connaissez des sites web de qualité traitant du thème abordé ici, merci de compléter l'article en donnant les références utiles à sa vérifiabilité et en les liant à la section « Notes et références ».
Ilan Eshkeri, né en 1977 à Londres, est un compositeur britannique. Il a notamment composé les musiques des films Stardust, le mystère de l'étoile (2007) et Kick-Ass (2010) réalisés par Matthew Vaughn, ainsi que Victoria : Les Jeunes Années d'une reine (2009).

## Biographie
Ilan Eshkeri est né à Londres[source insuffisante], où il réside actuellement. Il a étudié la musique et la littérature anglaise à l'université de Leeds. 

## Filmographie

### Cinéma

#### Longs métrages
- 2000 : The Quarry Men de Toby White
- 2001 : Trinity de Gary Boulton-Brown
- 2004 : Layer Cake de Matthew Vaughn
- 2007 : Hannibal Lecter : Les Origines du mal (Hannibal Rising) de Peter Webber
- 2007 : Traque sanglante (Straightheads) de Dan Reed
- 2007 : Stardust, le mystère de l'étoile (Stardust) de Matthew Vaughn
- 2007 : Strength and Honour de Mark Mahon
- 2008 : Medieval Pie : Territoires vierges (Virgin Territory) de David Leland
- 2008 : The Disappeared de Johnny Kevorkian
- 2008 : Telstar: The Joe Meek Story de Nick Moran
- 2009 : Victoria : Les Jeunes Années d'une reine (The Young Victoria) de Jean-Marc Vallée
- 2009 : Ninja Assassin de James McTeigue
- 2009 : Le Balancier du temps (From Time to Time) de Julian Fellowes
- 2010 : Centurion de Neil Marshall
- 2010 : Kick-Ass de Matthew Vaughn
- 2010 : The Kid de Nick Moran
- 2011 : Ennemis jurés (Coriolanus) de Ralph Fiennes
- 2011 : Blooded de Edward Boase
- 2011 : Blitz d'Elliott Lester
- 2011 : Retreat de Carl Tibbetts
- 2011 : Johnny English, le retour (Johnny English Reborn) d'Oliver Parker
- 2012 : Spike Island de Mat Whitecross
- 2012 : Ashes de Mat Whitecross
- 2013 : Mariage à l'anglaise (I Give It a Year) de Dan Mazer
- 2013 : Coup de foudre à Austenland (Austenland) de Jerusha Hess
- 2013 : Alan Partridge: Alpha Papa de Declan Lowney
- 2013 : The Invisible Woman de Ralph Fiennes
- 2013 : Justin et la Légende des Chevaliers (Justin and the Knights of Valour) de Manuel Sicilia
- 2013 : 47 Ronin de Carl Rinsch
- 2014 : Still Alice de Richard Glatzer et Wash Westmoreland
- 2014 : Noël en cavale (Get Santa) de Christopher Smith
- 2014 : Black Sea de Kevin Macdonald
- 2015 : Shaun le mouton, le film (Shaun the Sheep Movie) de Mark Burton et Richard Starzak
- 2015 : Don Verdean de Jared Hess
- 2015 : Survivor de James McTeigue
- 2015 : Hirondelles et Amazones (Swallows and Amazons) de Philippa Lowthorpe
- 2017 : Trahisons (The Exception) de David Leveaux
- 2018 : Measure of a Man de Jim Loach
- 2018 : Noureev (The White Crow) de Ralph Fiennes
- 2018 : Farming de Adewale Akinnuoye-Agbaje
- 2024 : Super/Man : L'Histoire de Christopher Reeve (Super/Man: The Christopher Reeve Story) (documentaire) de Ian Bonhôte et Peter Ettedgui

#### Courts métrages
- 2004 : The Banker de Hattie Dalton
- 2008 : Cinco de Mayo de Giles Greenwood
- 2009 : Attempt Seven de Gez Medinger et Robin Schmidt
- 2012 : Tough Talk de Callum Rees
- 2014 : Once Upon a Time in London de Joséphine de La Baume
- 2015 : The Gift de Stu Weiner
- 2015 : Solitude  de Claire Imler

### Télévision

#### Séries télévisées
- 2009 : Scotland Yard, crimes sur la Tamise (3 épisodes)
- 2009 : Meurtres en sommeil (Waking the Dead) (6 épisodes)
- 2010-2012 : Strike Back (26 épisodes)
- 2016 : Docteur Thorne (minisérie en 3 épisodes)
- 2017-2019 : Riviera (19 épisodes)
- 2018 : Informer (6 épisodes)
- 2019 : The Athena (5 épisodes)

#### Téléfilms
- 2004 : L'Anneau sacré (Ring of the Nibelungs) de Uli Edel
- 2009 : Micro Men de Saul Metzstein
- 2011 : Eric & Ernie de Jonny Campbell

#### Documentaires
- 2003 : Colosseum: Rome's Arena of Death de Tilman Remme
- 2003 : Gladiateurs (Colosseum: A Gladiator's Story) de Tilman Remme
- 2004 : Ape to Man de Nic Young
- 2006 : The First Emperor de Nic Young
- 2011 : Knuckle de Ian Palmer
- 2011 : Richard Hammond's Journey to ...
- 2012 : Planet Dinosaur: Ultimate Killers de Nigel Paterson
- 2012 : The Art of the Snowman and the Snowdog (minisérie documentaire)
- 2014 : David Attenborough's Natural History Museum Alive de Daniel M. Smith
- 2014 : Fleming : L'Homme qui voulait être James Bond (Fleming: The Man Who Would Be Bond) (minisérie documentaire en 4 épisodes)
- 2015-2016 : Great Barrier Reef with David Attenborough (minisérie documentaire en 3 épisodes)
- 2016 : Dancer de Steven Cantor
- 2017 : Judi Dench: My Passion for Trees de Harvey Lilley

## Ludographie
- 2014 : Les Sims 4
- 2020 : Ghost of Tsushima (en collaboration avec Shigeru Umebayashi)

## Récompenses
- 2007 : Meilleur nouveau compositeur aux International Film Music Critics Association Awards pour la bande originale de Stardust, le mystère de l'étoile

- 2008 : Malibu Film Festival Winner for Best Soundtrack, pour la musique de Strenth & Honour

- 2010 : BAFTA nomination pour la Meilleure musique, pour Sex & Drugs & Rock & Roll (en tant que producteur musical)

- 2010 : prix Ivor Novello de la Meilleure bande originale de film pour la BO de Victoria : Les Jeunes Années d'une reine